# 聞きかじり 見かじり 読みかじり
『聞きかじり 見かじり 読みかじり』（ききかじり みかじり よみかじり）は、歌舞伎役者の八代目坂東三津五郎が1965年（昭和40年）に発表した随筆集である。

## 概要
八代目坂東三津五郎が、歌舞伎をはじめとする伝統芸能や、日本の文化について書き綴った随筆をまとめたもので、坂東が書いた初めての随筆集である。
1962年（昭和37年）、坂東は、若い頃に詩人の相馬御風と親交があった縁で相馬の長女である相馬文子から原稿の依頼を受け、約2年をかけて89篇の随筆を書き上げた。坂東は当時の歌舞伎俳優のなかでも博識家として知られており、これらの随筆にはそのような知識が存分に活かされていた。古美術にも造詣が深かった坂東は装訂も自分で手がけ、表装に越中和紙を使用した普及版と、丹波木綿を使用した特装版を、文庫判サイズで箱つきの本に仕上げ、三月書房から1965年（昭和40年）に出版された。本書は名随筆として長く親しまれ、2000年（平成12年）には新装版が出版されている。

## 収録作品タイトル
単行本掲載順に記載。タイトルの表記は原書に拠る。
1. 子供の頃の稽古
2. 思い出の銀座
3. 魚
4. 質屋
5. 金魚の売り声
6. 位取り
7. 吉川英治先生と私
8. 世阿弥と「プランメーカーの会」
9. 流行
10. ターフル
11. 食わせ道楽
12. 待ちぼうけ
13. 芝居と時計
14. 忠臣蔵大序
15. 懐石
16. 心草得
17. 馬の足
18. 忠臣蔵二段目
19. 円朝の紋
20. 胸をうつ強さ
21. 睨まれた話
22. 忠臣蔵三段目
23. 扇子
24. 石燈籠
25. おなつかしい
26. 忠臣蔵四段目
27. 定九郎の衣裳
28. 本
29. 食いもののダメ
30. 忠臣蔵五段目
31. 加藤唐九郎さん
32. 猫
33. さわり
34. 忠臣蔵六段目
35. 小山内先生と有朋堂文庫
36. 伊藤博文の癖と西郷隆盛の手紙
37. 吉井先生と私
38. 忠臣蔵七段目
39. 無残
40. 修善寺物語
41. 弥生の碗
42. 忠臣蔵八段目
43. 良寛の振付
44. 即席料理
45. おむしやしない
46. 忠臣蔵九段目
47. もみ手
48. 猫に小判
49. 寒山拾得
50. 忠臣蔵十段目
51. 辞典がとりもつ縁
52. 女史箴図巻と布薩盥
53. 京都に住む
54. 忠臣蔵十一段目
55. 目がよごれる
56. 頼三樹三郎
57. 職業と服装
58. 「紅葉狩」の山神
59. 父と盆おどり
60. 清元壽兵衛さん
61. 電話
62. 火舎香炉
63. 傾城の手
64. 家政婦
65. 鬼次拍子舞
66. 奴の足
67. 荒川さんと私
68. 初めて書いた随筆
69. さくら炭
70. 発句とせりふ
71. コショー
72. 読みかじり
73. 昔と今
74. 型は心
75. 茶と男子のきもの
76. 今は昔
77. むしかえし
78. わらじ
79. 食べもの
80. 吉兵衛さんの税金
81. 名人会
82. 名題試験
83. 禁句
84. 古いきれ
85. 私の発明料理
86. 玉之助のこと
87. 見かじり
88. 父のうんこ
89. 聞きかじり

## 出版記録
- 1965年（昭和40年）　三月書房　絶版
- 2000年（平成12年）　同上　（新装版）　刊行中

## 補足事項
- 本書の初版には、当時9歳の五代目坂東八十助が、本書の編集者と打ち合わせ中の坂東を描いたスケッチが掲載されていたが、2000年の再版にあたりカラーで再録された。